# Березіль

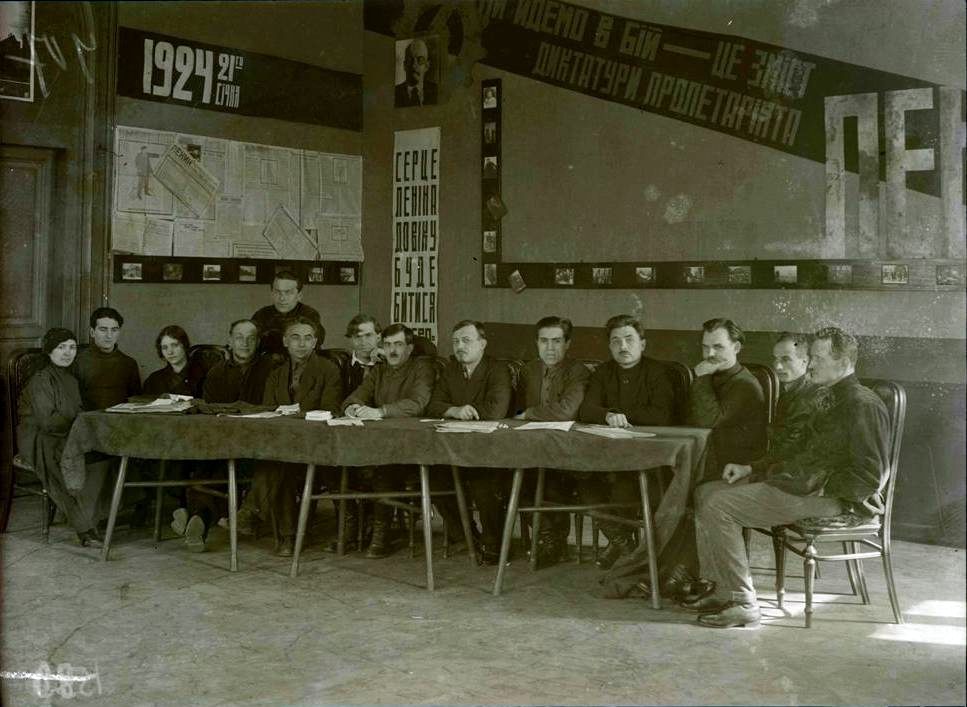
Правління Мистецького Об'єднання «Березіль». Слободинська, Фавст Лопатинський, Зінаїда Пігулович, Вадим Меллер, Андрій Макаренко, Лесь Курбас, Лесь Сердюк, Олексій Лазоришак, Семко, Михайло Дацків (сидить останній).

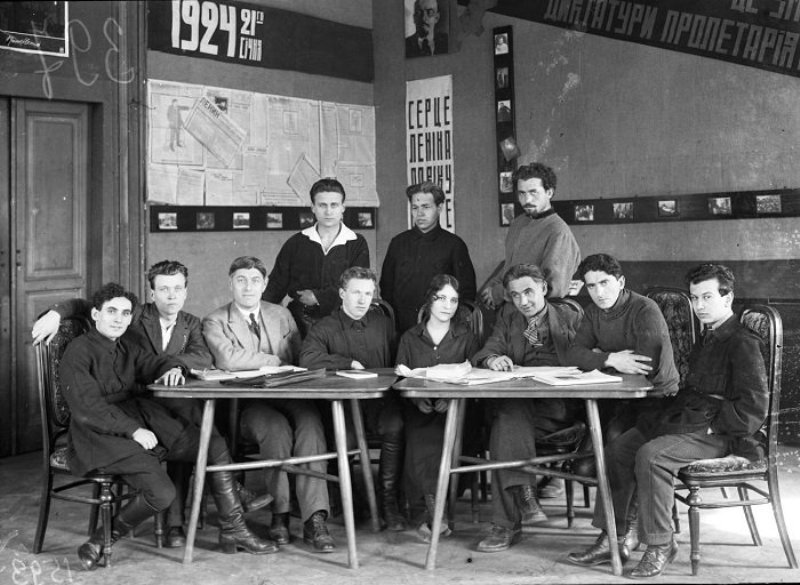
Режисерська лабораторія театру «Березіль», 1925 р. Сидять (зліва направо): Ханан Шмаїн, Я. Бортник, В. Василько, Борис Тягно, З. Пігулович, Л. Курбас, Ф. Лопатинський, Ю. Лішанський. Стоять: Павло Береза-Кудрицький, І. Крига, А. Авраменко-Ирій

«Березі́ль» — український театр-студія, заснований Лесем Курбасом у 1922 році у Києві. В 1926 році його було переміщено до Харкова, де він зайняв приміщення, яке до цього належало театру імені І. Франка під керівництвом Гната Юри (нині це будівля Харківського Українського академічного Драматичного театру ім. Т. Г. Шевченка). Нині назву «Березіль» має мала сцена Харківського Українського академічного Драматичного Театру імені Т. Г. Шевченка.

## Історія

### Назва
Назва театру походить від назви першого весняного місяця — березня. За деякими варіантами, «березіль» може означати і «квітень», та й новий театр народився майже 1 квітня. З іншого боку, назва «Березіль» наштовхує на роздуми. Бо походить або від «березова зола» (наші предки цього місяця палили березову кору, коли не було дров), або навіть від «злий до беріз», бо в березні точили сік із цих дерев. Чи не натяк це на випробовування для молодих починань? А ці випробовування були, і нелегкі.

### Київський період

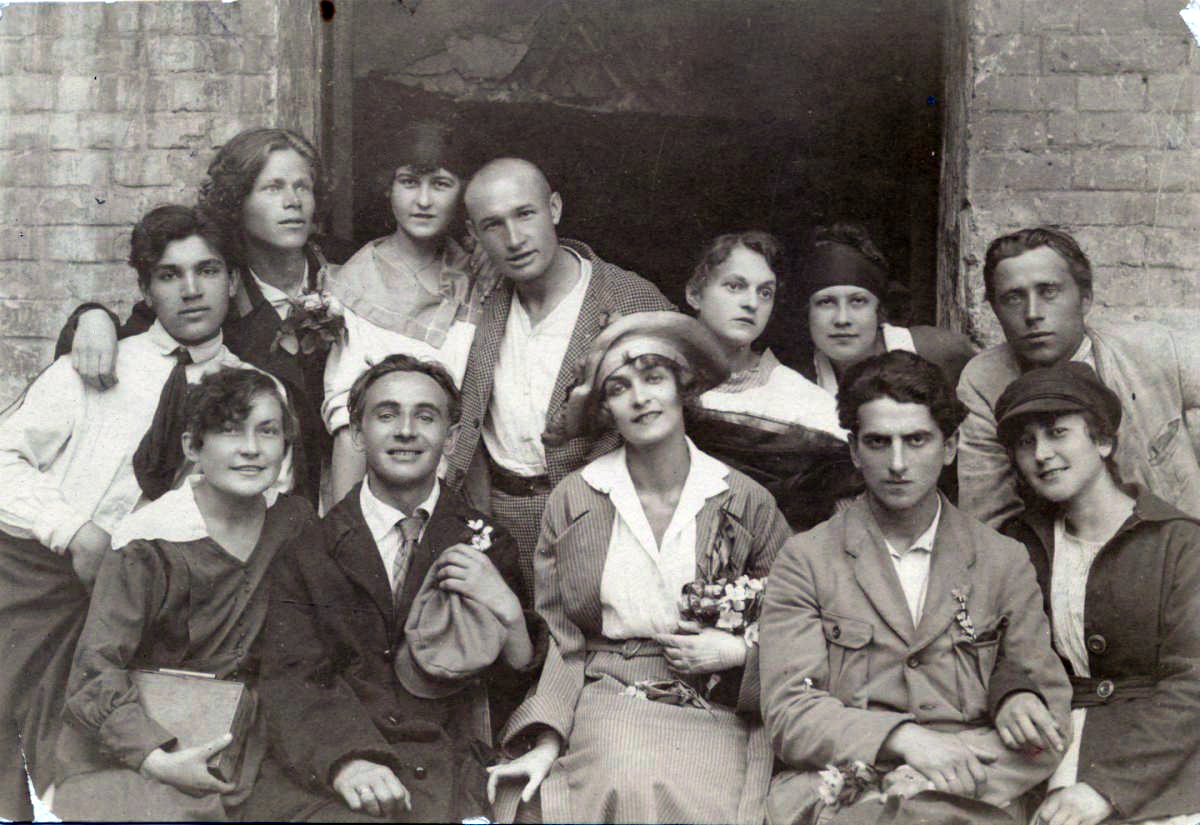
Стоять (справа наліво): Януарій Бортник (перший), Бабіївна Ганна (друга). Сидять (зліва направо): Лесь Курбас (другий), Валентина Чистякова (третя), Фавст Лопатинський (четвертий), Зінаїда Пігулович (п'ята) серед студійців театру «Березіль» 1922 рік

Один із перших українських радянських театрів. Датою народження театру прийнято вважати 31 березня 1922 року. Першу виставу «Березоля» було представлено 7 листопада того ж року. Вона називалася «Жовтень» і була створена за текстом творчого постановчого колективу. Працював як державний театр з 1922 до 1926 у Києві, а з 1926 до 1933 — у тодішній столиці Харкові. Період життя та становлення театру у Києві вважають його «політичним» періодом, а харківський період — філософським.
Заснований Лесем Курбасом як Мистецьке об'єднання (МОБ) на базі однієї з груп колективу «Молодого театру», що почав свої виступи в частинах Червоної Армії. У час свого розквіту театр «Березіль» налічував 6 акторських студій (три у Києві та  у Білій Церкві, Одесі), близько 400 акторів і співробітників, режисерську лабораторію (режлаб), музей театру (нині Державний музей театрального, музичного та кіномистецтва України у Києві) та десять комітетів, у тому числі й так званий «психологічно-технічний» комітет, який застосовував методи прикладної психології для розробки нових методів навчання акторів та режисерів.
Кожна майстерня, крім постійного репертуару, мала своє особливе завдання і займалася пошуковою роботою в різних галузях театрального мистецтва. У театрі діяв мюзик-хол (спектаклі «Шпана», «Алло на хвилі 477», «Чотири Чемберлени»), агітпроп. Було підготовлено серію «Костюмовані історії» (спектаклі «Жакерія», «Сава Чалий», «Король бавиться», «Змова Фієско»). Театр також видавав журнал «Барикади театру». «Березіль» був сміливим і міцним експериментальним колективом, у якому променіли молоді таланти — Амвросій Бучма, Мар'ян Крушельницький, Наталія Ужвій, Йосип Гірняк, Валентина Чистякова, Олександр Сердюк, Данило Антонович, Іван Мар'яненко, Федір Радчук, Антоніна Смерека, Лесь Подорожній та інші.

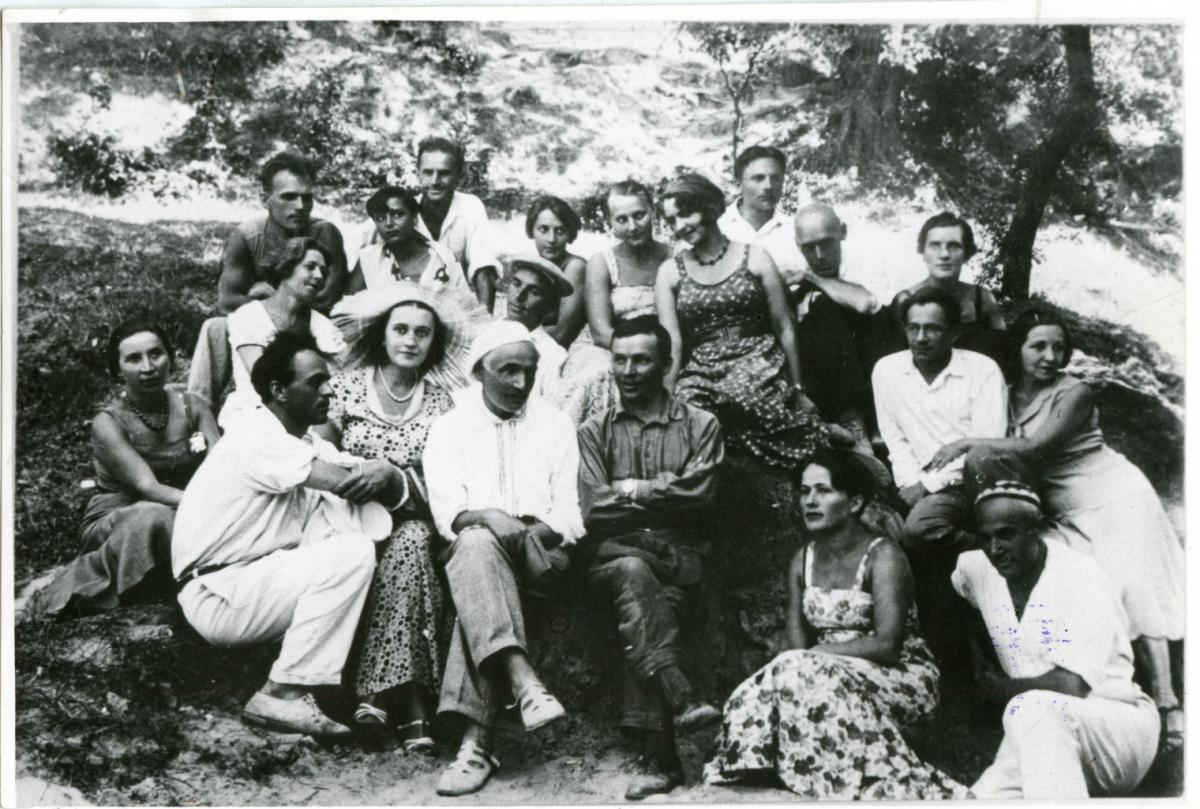
Актори театру «Березіль» на гастролях у Грузії

Художнє керівництво «Березоля» декларувало свою творчу радянську програму, проголосило боротьбу проти теорії «мистецтва для мистецтва», розважальності, рутини й штампу в театрі. «Березіль» зосередив творчі зусилля на пошуку нових сценічних засобів. На відміну від «реалістичного» театру (ідеї якого сповідував Гнат Юра), Курбас еволюціонує у бік авангардизму, експресіоністичності, конструктивізму та необарокового символізму. Він робить наголос на використанні простих декорацій, на ощадливості в коштах, ерудиції акторів та поміркованій прозорій мізансцені, до якої долучає фотографію, кіно та музику. Режисер уникає вторинності і не бажає звертатися до російських переспівів західної культури.
29 вересня 1925 року у мистецькому об'єднанні «Березіль» заснована студія мови та термінології, що при допомозі Всеукраїнської Академії наук бралася виробити театральну термінологію для підготовки спеціального словника; На утворену посаду знавця української мови було запрошено Андрія Ніковського.
У квітні-травні 1926 р. Всеукраїнська театральна нарада ухвалила рішення про перейменування київського театру «Березіль» у Центральний український театр Республіки і переведення його до Харкова. «…Я пов'язую з переходом у Харків перспективи відродження „Березоля“ як такого, як того колективу, котрий не тільки плететься від постановки до постановки, котрий не те, що допускає елементи розкладових настроїв, але весь скупчений на одній меті, тобто безперечне завоювання центральної позиції», — говорив Курбас.
4 травня 1926 р. в Київському театрі ім. В. І. Леніна відбулися урочисті проводи «березольців». Колектив «Березоля» об'єднав найкращі сили з усіх майстерень.
Творчі методи «Березолю» зазнали впливу європейського модернізму. Курбас вважав, що театр не має відбивати повсякденне життя, а, натомість, має формувати життєві принципи. Як творче об'єднання, «Березіль» мав 6 акторських студій у Києві, Білій Церкві, та Одесі, «режисерську лабораторію» (режлаб), мюзик-хол.

### Харківський період
16 жовтня 1926 р. розпочався перший харківський сезон. Прем'єрна вистава за п'єсою Ф. Кроммелінка «Золоте черево» була представлена у приміщенні на теперішній Сумській вулиці — там, де раніше працював театр імені І. Франка під керівництвом Г. Юри.

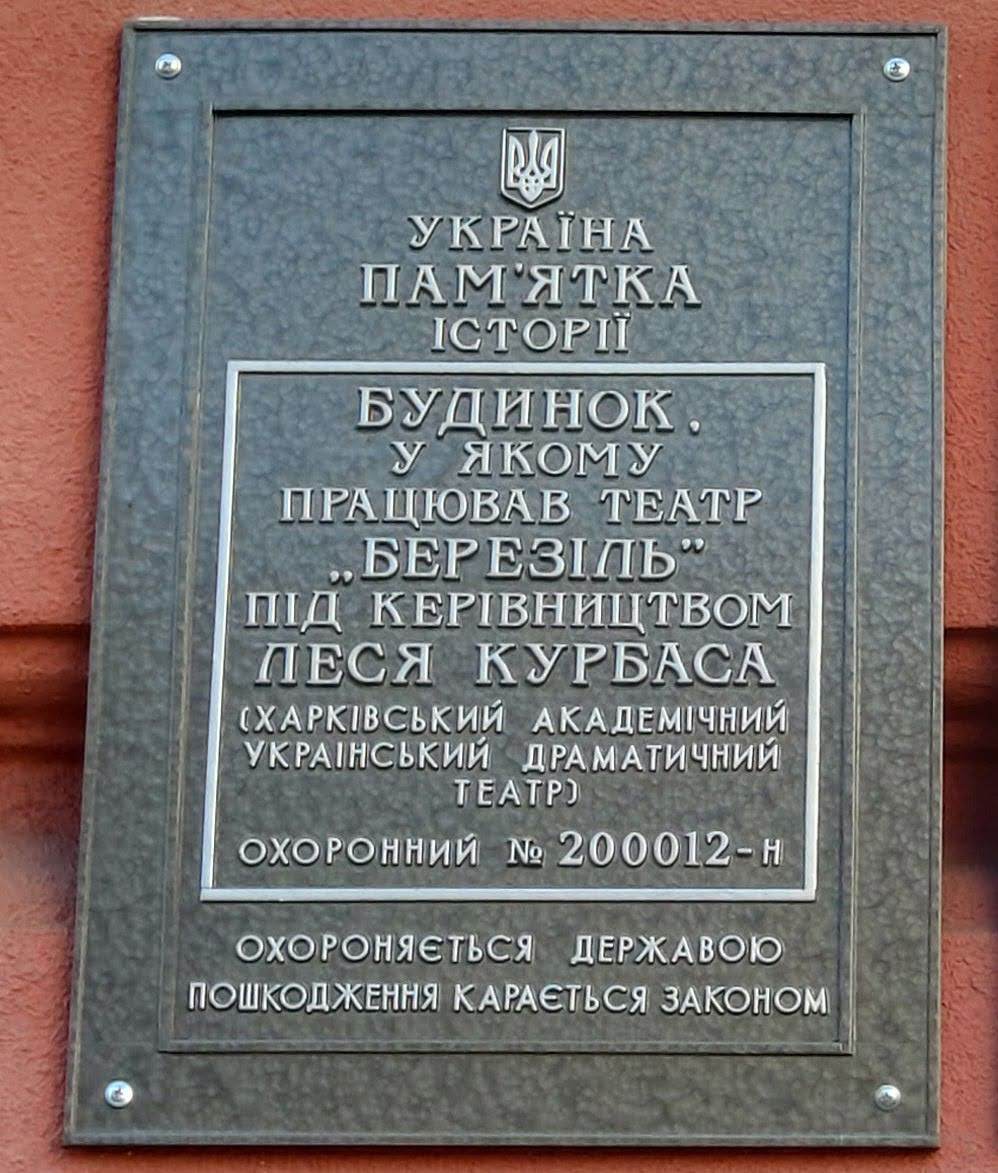
Меморіальна дошка на фасаді Харківського державного академічного українського драматичного театру

Харківський період позначився плідною співпрацею Курбаса з художником Вадимом Меллером та драматургом Миколою Кулішем, що увінчалася створенням таких постановок як «Народний Малахій» (1928), «Мина Мазайло» (1929) та «Маклена Граса» (1933). Ці п'єси спричинили цілу літературну дискусію, яка перетворилась на компанію цькування Курбаса та Куліша, звинувачених у викривленні оптимістичної радянської дійсності.
У харківському «Березолі» засяяла яскрава тріада митців — Л. Курбас, художник Вадим Меллер, драматург М. Куліш. У Харкові, після знайомства з М. Кулішем, Курбас остаточно піддає сумніву свої естетичні концепції і переорієнтовується. З 1926 по 1936 роки «Березіль» переживає новий період так званого національного синтезу з необароковою домінантою. Яскравими прикладами такого нового спрямування були дві вистави за творами Куліша — «Народний Малахій» (1928) та «Мина Мазайло» (1929), які стали причиною для всеукраїнської літературної дискусії. 28—29 березня 1927 р., а потім з продовженням 15-16 квітня пройшов 1-й Всеукраїнський театральний диспут, засідання якого починалися о 8-й ранку, а закінчувались о 2-й ночі. Головними суперниками були Гнат Юра з театру ім. І. Франка та Лесь Курбас з «Березоля», які відстоювали відповідно перший курс на реалістичну психологічну драму, а другий — авангардистське розуміння театру. Попереду були ці дві вистави «Березоля», але взятий Курбасом напрям на «негайну реформу людини», тобто фактично перехід від гімну масам, колективізму до возвеличення індивідуалізму, став початком нападів з боку влади на Курбаса персонально та театр загалом. Курбасівський театр був звинувачений у недоступності масам, а сам режисер у антидемократичній позиції, «буржуазному націоналізмі» та контрреволюційності. «Патетичну сонату» за Кулішем заборонили ставити. Прем'єра ще однієї вистави за твором Куліша «Маклена Граса» відбулася у вересні 1933 року під наглядом чекістів, а згодом була заборонена.
На хвилі згортання українізації Леся Курбаса звинуватили у «буржуазному націоналізмі», формалізмі та відриві від російського театру. Наприкінці 1933 року його звільнили з посади художнього керівника театру, а потім заарештували. 9 квітня 1934 року вироком суду Курбас отримав п'ять років ув'язнення. Покарання відбував на будівництві Біломор-Балтійського каналу, згодом — у Соловецькому таборі.
У 1933 році після арешту Леся Курбаса театр було зачинено, акторський колектив долучився до трупи Харківського українського драматичного театру ім. Т. Шевченка (нині Харківський державний академічний український драматичний театр ім. Т. Г. Шевченка), керівником якого став Мар'ян Крушельницький.

## Новизна театру «Березіль»
Лесь Курбас запропонував українцям новий театр, який назвав філософським. Цей театр примушував думати — і це в умовах, коли «совєтські» переможці давали народу красиву картинку, закликаючи вірити в неї.
Варто згадати й умови, в яких у той час розвивалося мистецтво. У Німеччині, Австрії та інших країнах вирував експресіонізм. Деформовані, спеціально підкреслені риси, гіпертрофований грим, гра, де поєднуються трагізм і гротеск. «Березіль» узяв все це на озброєння, поєднуючи гру і літературу. Вистави Курбаса викликали літературну дискусію 20-х років, до якої багато хто долучився.
«Березіль» ставив буквально все, роблячи акцент і на репертуарі театру корифеїв, і на популярних п'єсах 20-х років, і на класиці: Шекспір, Мольєр, Тарас Шевченко. Новий театр не боявся брати теми, які висував час. Активно залучається драматургія експресіоніста Миколи Куліша, трагедії: голод у селі; розрив між ідеалами і дійсністю, гордіїв вузол мрії і реальності.
Тема дитини і вбивства розкривається у надзвичайній п'єсі «Маклена Ґраса». Вистава створена за реальними подіями, просто по гарячих слідах.
І поряд з нею — не менш болюча класика ХІХ століття. Зі сцени не сходить «Украдене щастя» Івана Франка. Ця вистава поєднувала нове прочитанням відомого твору і водночас класичну постановку.
«Березіль» не опускався до примітивного рівня, він вів публіку за собою, сміливо і водночас доступно ставлячи елітарні твори. Навіть якщо цензура вимагала революційних тем, Курбас ставив не примітивні агітки, а класичні твори. Наприклад, на тему селянської війни він поставив п'єсу Проспера Меріме «Жакерія».
У 1930 році «Березіль» поставив сміливу п'єсу Миколи Куліша «97», в якій йдеться про трагедію українського села.
Центральною темою вистави є голод. Тут потрібно згадати, що Голодомор фактично почався не в 1932 році, а раніше, а наслідки вже були кричущі в 1932 — 33-му.
Вистава «97» була і як попередження, і як свідчення того, що бачили інші — хто хотів бачити. У Харкові знали про трагедію голоду.
Звичайно, така діяльність Курбаса не могла сподобатися владі. До певного періоду йому дали фору, але в 30-х посипалися звинувачення в буржуазності, формалізмі, націоналізмі та інших «ізмах». А слово «експресіонізм» стало тоді мало не лайкою.

## Працівники

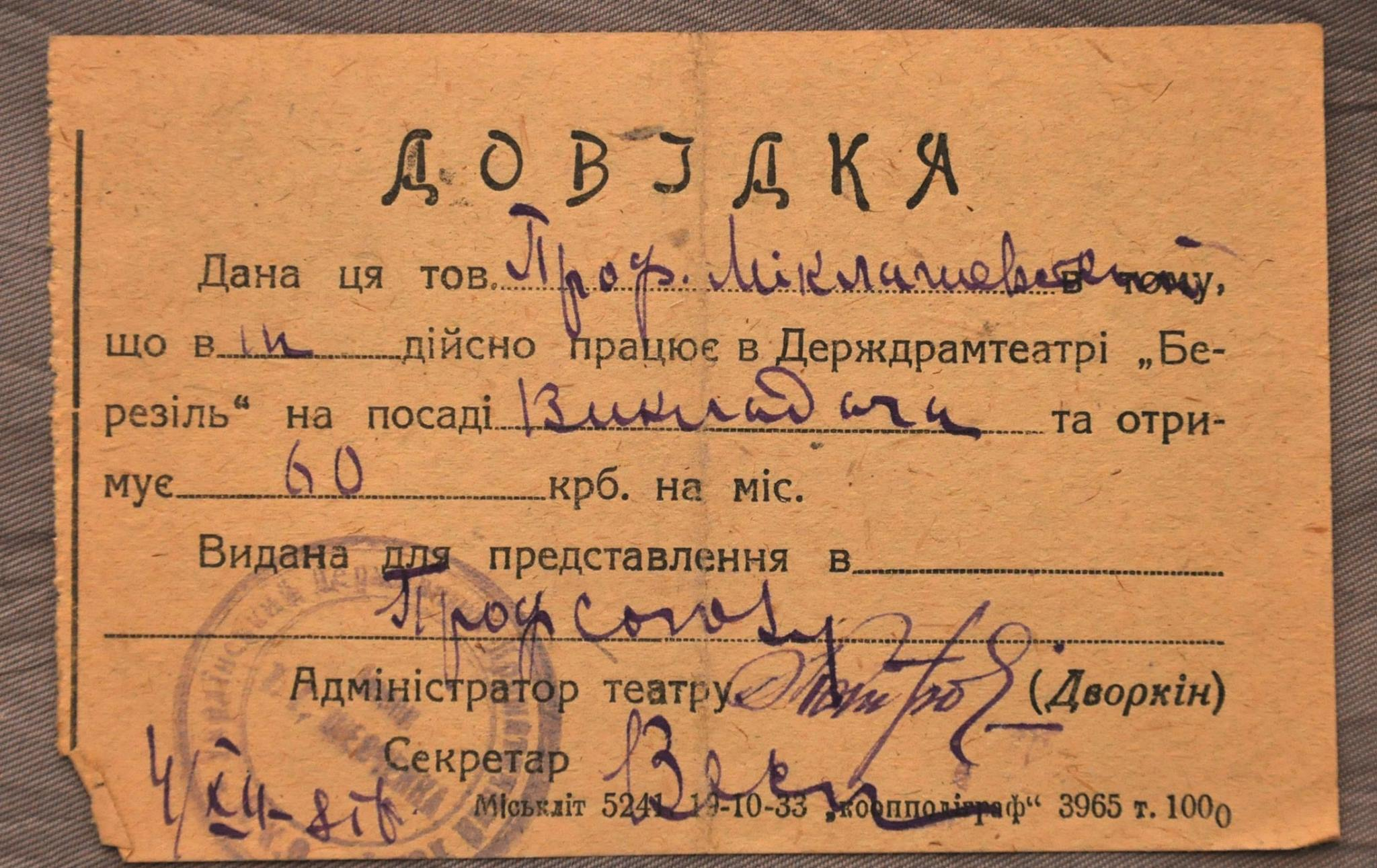

Величезна генерація талановитих акторів та режисерів була вихована театром «Березіль»: М. Крушельницький, Й. Гірняк, Н. Ужвій, А. Бучма, І. Мар'яненко, В. Чистякова, І. Стешенко, Н. Титаренко, С. Шагайда, Л. Гаккебуш, В. Васильєв, В. Василько, O. Сердюк, Д. Мілютенко, Д. Антонович, Г. Бабіївна, O. Добровольська, Р. Івицький, Г. Ігнатович, Н. Пилипенко, О. Ходимчук, Ю. Нікітін, М. Жаданівський. Окрім Курбаса, постановки здійснювали Януарій Бортник, Фавст Лопатинський, Борис Тягно, Володимир Скляренко, Борис Балабан, Лазоришак Олексій Миронович (1892—1937). Першим сценічним художником «Березоля» став видатний художник Вадим Меллер. Балетмейстером тут працювала О. Кривинська. В режисерській лабораторії працювали літератори Павло Щербатинський і Лазар Френкель. Завідувачем музичної частини театру «Березіль» був Анатолій Буцький, який писав музику до вистав, диригував оркестром; є відомості, що Буцький очолював музичну станцію «Березоля» й читав лекції студійцям. Йому належить музика до таких вистав, як «Газ», «Джиммі Гіґґінс», «Макбет». Останній сезон «Березоля» в Києві позначений співпрацею з композитором Михайлом Вериківським. Ним створена музика до таких постановок, як «Прокламація сезону», «Напередодні», «Жакерія» (у співпраці з А. Буцьким).

## Оцінка
В історію українського театру назавжди ввійшли сценічні образи, створені у «Березолі» — Ґонти, Вершиніна у виконанні І. Мар'яненка; Гіґґінса, Дударя, Кришки у виконанні А. Бучми; Побєдоносцева, Малоштана у виконанні М. Крушельницького; Васьки Окорока у виконанні О. Сердюка; Седі, Маклени у виконанні Н. Ужвій; Катрі-комуністки, Оксани у виконанні В. Чистякової.
Оцінка діяльності Курбаса та його театру була переглянута після оголошення незалежності України. Неллі Корнієнко, директор Центру Леся Курбаса, академік Академії мистецтв України, доктор мистецтвознавства так висловилась про генія української культури: «Ми мали митця 21-22 століття. Це абсолютно сьогодні зрозуміло після реконструкції його вистав. Це людина, яка вважала, що театр є парламентом держави, що культура важливіша від інших сфер діяльності, що виявилося у 21 столітті правдою.»
Ось як ще у 1950-х роках подавалась радянська оцінка творчої діяльності театру: «[…]в практиці творчої роботи „Березоля“ з самого початку виявлялась неподоланість буржуазних елементів в ідейно-творчих позиціях керівника „Березоля“ Л. Курбаса. Це проявлялось в недооцінці як прогресивних надбань дожовтневого українського реалістичного театру, так і багатющої скарбниці досягнень російського театру та російської драматургії, в естетських та формалістичних виявах. Керівництво „Березоля“ захоплювалось умовністю сценічних засобів виразності, переоцінювало значення руху, зовнішньої динаміки, застосовувало безпредметні конструкції в оформленні вистав. Драматургічний текст іноді розглядався не як основа, а лише як „матеріал“ для вистави і зазнавав свавільних змін та додатків. Суперечливість у розумінні завдань театру і плутанина в творчому методі спричинилися до того, що в „Березолі“ поряд з найкращими новаторськими виставами („Джіммі Гіґґінс“, „Гайдамаки“, „Жакерія“, „Комуна в степах“, „Напередодні“, „Бронепоїзд 14-69“, „Плацдарм“, „Хазяїн“) були й формалістичні („Газ“, „Машиноборці“, „Золоте черево“), ідейно плутані („Алло на хвилі“) та пройняті націоналістичними тенденціями („Мина Мазайло“, „Народний Малахій“)».

## Постановки

### 1922
- «Жовтень», текст колективний (режисер Л. Курбас)

### 1923
- «Рур», текст колективний (режисер Л. Курбас)
- «Газ» Кайзера (режисер Л. Курбас)
- «Нові ідуть» Зозуля (режисер Ф. Лопатинський)
- «Джиммі Гіґґінс» за Сінклером (режисер Л. Курбас)

### 1924
- «Машиноборці» Толлера (режисер Ф. Лопатинський)
- «Людина-масса» Толлера (режисер Г. Ігнатович)
- «Гайдамаки» за Шевченком (режисер Л. Курбас)
- «Макбет» за Шекспіром (режисер Л. Курбас)
- «Противогази» Третякова (режисер Б. Тягно)
- «Залишились в дураках» Кропивницького (режисер Ф. Лопатинський)
- «Секретар профсоюзу» за Скоттом (режисер Б. Тягно)

### 1925
- «За двома зайцями» Старицького (режисер В. Василько)
- «Комуна в степах» Куліша (режисер П. Кудрицький)
- «Жакерія» Меріме (режисер Б. Тягно)
- «Напередодні» за Поповським (ражисер Л. Курбас)

### 1926
- «Шпана» Ярошенко (режисер Я. Бортник)
- «Золоте черево» Кромелінка (режисер Л. Курбас)
- «Седі» Моема і Колтона (режисер В. Інкижинов)

### 1927
- «Пролог» Бондарчука і Курбаса (режисер Л. Курбас)
- «Сава Чалий» Карпенка-Карого (режисер Ф. Лопатинский)
- «Король забавляється» Гюго (режисер Б. Тягно)
- «Мікадо» за Салівеном (режисер В. Інкижинов)
- «Яблучний полон» Дніпровського (режисер Я. Бортник)
- «Жовтневий огляд», текст колективний (режисер Б. Тягно)

### 1928
- «Бронепоїзд 14-69» Іванова (режисер Б. Тягно)
- «Народний Малахій» Куліша (режисер Л. Курбас)
- «Змова Фієско в Генує» Шиллера (режисер Я. Бортник)

### 1929
- «Алло, на хвилі 477!», текст колективний (режисер В. Скляренко)
- «Мина Мазайло» Куліша (режисер Л. Курбас)

### 1930
- «Заповіт пана Ралка» Цимбала (режисер К. Дігтяренко)
- «Диктатура» Микитенко (режисер Л. Курбас)
- «97» Куліша (режисер Л. Дубовик)

### 1931
- «Невідомі солдати» Первомайського (режисер В. Скляренко)
- «1905 рік на ХТЗ», текст колективний (режисер Л. Дубовик)
- «МРТО», текст колективний (режисер К. Діхтяренко)
- «Товариш жінка», текст колективний (режисери В. Чистякова, Ф. Іщенко)
- «Чотири Чемберлена», текст колективний (режисер Б. Балабан)
- «Кадри» Микитенко (режисер Л. Дубовик)
- «Народження велетня», текст колективний (режисер Л. Курбас)

### 1932
- «Плацдарм» Ірчана (режисер Б. Балабан)
- «Місце Леденю» Первомайського (режисер К. Діхтяренко)
- «Тетнулд» Дадіані (режисер В. Скляренко)
- «Господар» Карпенко-Карого (режисер В. Скляренко)

### 1933
- «Місьє де Пурсоньяк» Мольєра (режисер Л. Курбас)
- «Маклена Граса» Куліша (режисер Л. Курбас)
- «Смерть ескадри» Корнійчука (режисер Б. Тягно)

### 1934
- «Бастилія Божої матері» Микитенко (режисер Л. Дубовик)
- «Кригохід» Мізюна (режисер Ф. Іщенко)
- «Смерть міс Грей» Голованівського (режисер Г. Ігнатович)
- «Мартин Боруля» Карпенко-Карого (режисер В. Скляренко)
- «Східний батальйон» Прута (режисер В. Скляренко)